# Мартинівка (Курська область)
Мартинівка (рос. Мартыновка) — село в Суджанському районі Курської області Російської Федерації.
Населення становить 687 осіб. Входить до складу муніципального утворення Мартиновська сільрада.

## Історія
Населений пункт розташований на території українського етнічного та культурного краю Східна Слобожанщина.
Від 2004 року входить до складу муніципального утворення Мартиновська сільрада.

## Населення
| 2002 | 2010 |
| ---- | ---- |
| 700  | ↘687 |